# Adam Resnick
Pour les articles homonymes, voir Resnick.
Adam Resnick est un scénariste, producteur et réalisateur américain.

## Filmographie

### Comme scénariste
- 2003 : The Mayor (série télévisée)
- 1994 : Cabin Boy
- 2000 : Le Bon Numéro (Lucky Numbers)
- 2002 : Crève, Smoochy, crève ! (Death to Smoochy)

### Comme producteur
- 1990 : Get a Life (série télévisée)
- 1996 : The High Life (série télévisée)
- 1998 : The Larry Sanders Show ("The Larry Sanders Show" (1992) TV Series (co-executive producer))

### Comme réalisateur
- 1994 : Cabin Boy